# 桜井隆多
桜井 隆多（さくらい りゅうた、1971年9月18日 - ）は、日本の男性総合格闘家。茨城県水戸市出身。R-BLOOD所属。元DEEPミドル級王者。

## 来歴
プロレスラーを目指し体を鍛えはじめ、23歳のときには単身フロリダへ行き、プロレスの神様カール・ゴッチのもとで学んだ。
1998年8月23日、第5回全日本アマチュア修斗選手権・ライトヘビー級に出場。決勝で小池秀信に勝利し、優勝した。
1998年9月18日、プロ修斗デビュー。
2003年4月、茨城県ひたちなか市に自らのジム「R-GYM」をオープンさせた。
2003年5月5日、DEEP初出場となったDEEP 9th IMPACTで石川英司と対戦し、マウントパンチによるTKO負けを喫した。
2004年2月15日、PRIDE初出場となったPRIDE 武士道 -其の弐-の武士道挑戦試合で岡見勇信と対戦し、0-3の判定負け。
2004年12月18日、DEEP 17th IMPACTのDEEPミドル級（-82kg）タイトルマッチで王者の上山龍紀に挑戦し、TKO勝ちを収め王座獲得に成功した。
2005年4月3日、PRIDE 武士道 -其の六-でムリーロ・ブスタマンチと対戦し、判定負け。
2005年9月25日、PRIDE 武士道 -其の九-のウェルター級（-83kg）トーナメント リザーブマッチでパウロ・フィリオと対戦、腕ひしぎ十字固めで一本負け。
2006年2月5日、DEEP 23 IMPACTのDEEPミドル級タイトルマッチで挑戦者の長南亮と対戦し、TKO負けを喫し王座陥落した。
2007年2月16日、DEEP 28 IMPACTのDEEPミドル級タイトルマッチで王者の長南亮と再戦し、判定負けを喫し王座獲得に失敗した。
2007年4月13日、DEEP 29 IMPACTでムリーロ・ブスタマンチと再戦し、KO負け。
2008年2月22日、DEEP 34 IMPACTで開幕したDEEPミドル級王者決定トーナメント1回戦で福田力と対戦し、判定負け。
2009年2月20日、DEEP 40 IMPACTのDEEPミドル級王座挑戦者決定戦で福田力と再戦し、開始42秒パウンドでTKO負けを喫した。
2010年5月7日、ポーランドで開催されたKSW 13でKSWライトヘビー級王者マメッド・ハリドヴに挑戦。試合を優勢に進めていたにもかかわらず、判定ドローで王座獲得に失敗した。
2010年8月27日、DEEP 49 IMPACTのDEEPミドル級タイトルマッチで王者の福田力と3度目となった対戦。打撃で福田の左目付近をカットさせるなど打撃戦となったが、最後は福田の繰り出したボディへの膝蹴りを受けリングから転落。リング外で立ち上がることができず、協議の結果、TKO負けで王座獲得に失敗した。
2011年2月25日、DEEP 52 IMPACTでDEEPライトヘビー級王者の中西良行とノンタイトル戦で対戦し、腕ひしぎ十字固めで一本勝ちを収めた。
2012年10月19日、DEEP 60 IMPACTで中村和裕と対戦し、判定負け。
2013年12月7日、ポーランドで開催されたKSW 25でマメッド・ハリドヴと再戦し、三角絞めで一本負けを喫した。
2014年10月26日、DEEP 69 IMPACTのDEEPミドル級次期王者挑戦者決定戦で中西良行と再戦し、判定負けを喫した。
2015年3月26日、アブダビで行われた、アブダビウォーリアーズ「Abu Dhabi Warriors 2」でスヴェトロザル・ザヴォフと対戦。ギロチンチョークで一本負けを喫した。。
2016年2月27日、DEEP 75 IMPACTで岡見勇信と再戦し、TKO負けを喫した。
2016年10月18日、DEEP CAGE IMPACT 2016のDEEPウェルター級GPの1回戦で奥野”轟天”泰舗と対戦し、判定負けを喫した。

## 戦績
| 総合格闘技 戦績 | 総合格闘技 戦績 | 総合格闘技 戦績 | 総合格闘技 戦績 | 総合格闘技 戦績 | 総合格闘技 戦績 | 総合格闘技 戦績 |
| --------------- | --------------- | --------------- | --------------- | --------------- | --------------- | --------------- |
| 60 試合         | (T)KO           | 一本            | 判定            | その他          | 引き分け        | 無効試合        |
| 28 勝           | 11              | 11              | 6               | 0               | 6               | 0               |
| 26 敗           | 7               | 9               | 10              | 0               | 6               | 0               |

| 勝敗 | 対戦相手                 | 試合結果                           | 大会名                                                               | 開催年月日     |
| ○    | ラデック・ヘルボーイ     | 2R 0:34 TKO                        | GRACHAN 57 【GRACHAN無差別級トーナメント1回戦】                      | 2022年9月4日   |
| ×    | 長岡弘樹                 | 5分3R終了 判定0-3                  | GRACHAN 48 【GRANDウェルター級王座統一戦】                           | 2021年6月20日  |
| ○    | ロクク・ダリ             | 2R 2:56 腕ひしぎ十字固め           | GRACHAN42 × GLADIATOR 011 【GRANDウェルター級タイトルマッチ】        | 2019年12月22日 |
| ○    | 間宮晃仁                 | 5分2R 判定3-0                      | BRAVE FIGHT 18×GRACHAN39ブレイブ創立10周年記念大会                   | 2019年3月10日  |
| ×    | 水野竜也                 | 2R 2:53 リアネイキッドチョーク     | DEEP 87 IMPACT                                                       | 2018年12月22日 |
| ○    | 佐藤光留                 | 2R 0:23 TKO（パウンド）            | PANCRASE289                                                          | 2017年8月20日  |
| ×    | 佐藤洋一郎               | 2R 1:22 フロントチョーク           | DEEP 78 IMPACT                                                       | 2017年3月18日  |
| ×    | 奥野”轟天”泰舗           | 5分3R終了 判定1-2                  | DEEP CAGE IMPACT 2016 in KORAKUEN HALL 【DEEPウェルター級 GP 1回戦】 | 2016年10月18日 |
| ×    | 岡見勇信                 | 2R 4:23 TKO（タオル投入）          | DEEP 75 IMPACT 〜DEEP15周年大会〜                                    | 2016年2月27日  |
| ×    | スヴェトロザル・ザヴォフ | 1R 4:40 ギロチンチョーク           | Abu Dhabi Warriors 2                                                 | 2015年3月26日  |
| ×    | 長谷川賢                 | 1R 4:12 アームロック               | DEEP 71 IMPACT                                                       | 2015年2月28日  |
| ×    | 中西良行                 | 5分3R終了 判定3-0                  | DEEP 69 IMPACT TDCホール 【DEEPミドル級次期王者挑戦者決定戦】        | 2014年10月26日 |
| ×    | マメッド・ハリドヴ       | 1R 2:03 三角絞め                   | KSW 25: Khalidov vs. Sakurai                                         | 2013年12月7日  |
| ○    | 桜木裕司                 | 1R 1:04 TKO（左フック）            | DEEP CAGE IMPACT 2013 in KORAKUEN HALL                               | 2013年6月15日  |
| ○    | 金原弘光                 | 3R 0:46 肩固め                     | DEEP HALEO IMPACT 〜三崎和雄引退セレモニー〜                         | 2012年12月22日 |
| ×    | 中村和裕                 | 5分3R終了 判定2-0                  | DEEP 60 IMPACT                                                       | 2012年10月19日 |
| ○    | 柴田勝頼                 | 2R 3:04 TKO（パウンド）            | DEEP 55 IMPACT 【DEEPミドル級王者査定試合】                          | 2011年8月26日  |
| ○    | 中西良行                 | 3R 3:48 腕ひしぎ十字固め           | DEEP 52 IMPACT                                                       | 2011年2月25日  |
| ×    | 福田力                   | 2R 0:32 TKO（ボディへの膝蹴り）    | DEEP 49 IMPACT 【DEEPミドル級タイトルマッチ】                        | 2010年8月27日  |
| △    | マメッド・ハリドヴ       | 3R+延長R終了 判定ドロー            | KSW 13: Kumite 【KSWライトヘビー級タイトルマッチ】                   | 2010年5月7日   |
| ○    | 飛鷲輝                   | 1R 2:13 KO（右フック）             | DEEP CAGE IMPACT 2009 第2部                                          | 2009年12月19日 |
| ○    | ホセア・ワレ             | 1R 3:46 ストレートアームバー       | DEEP 44 IMPACT                                                       | 2009年10月10日 |
| △    | 金原弘光                 | 5分2R終了 判定0-1                  | DEEP 42 IMPACT                                                       | 2009年6月30日  |
| ×    | 福田力                   | 1R 0:42 TKO（パウンド）            | DEEP 40 IMPACT 【DEEPミドル級王座挑戦者決定戦】                      | 2009年2月20日  |
| ○    | 大類宗次朗               | 5分2R終了 判定2-1                  | DEEP 38 IMPACT                                                       | 2008年10月23日 |
| ○    | 瓜田幸造                 | 1R 3:22 腕ひしぎ十字固め           | DEEP 37 IMPACT                                                       | 2008年8月17日  |
| ○    | RYO                      | 5分2R終了 判定3-0                  | DEEP 35 IMPACT 【ミドル級王者決定トーナメント リザーブマッチ】       | 2008年5月19日  |
| ×    | 福田力                   | 5分3R終了 判定0-3                  | DEEP 34 IMPACT 【ミドル級王者決定トーナメント 1回戦】                | 2008年2月22日  |
| ○    | 石川英司                 | 1R終了時 TKO（カット）             | DEEP 32 IMPACT                                                       | 2007年10月9日  |
| ×    | ムリーロ・ブスタマンチ   | 1R 3:50 KO（左フック）             | DEEP 29 IMPACT                                                       | 2007年4月13日  |
| ×    | 長南亮                   | 5分3R終了 判定0-2                  | DEEP 28 IMPACT 【DEEPミドル級タイトルマッチ】                        | 2007年2月16日  |
| ○    | ジョバニ・ペレイラ       | 1R 0:57 チキンウィングアームロック | DEEP 27 IMPACT                                                       | 2006年12月20日 |
| ○    | プロフェッサーX          | 1R 4:47 腕ひしぎ十字固め           | DEEP 25 IMPACT                                                       | 2006年8月4日   |
| ×    | 長南亮                   | 1R 1:57 TKO（ドクターストップ）    | DEEP 23 IMPACT 【DEEPミドル級タイトルマッチ】                        | 2006年2月5日   |
| ×    | パウロ・フィリオ         | 1R 3:49 腕ひしぎ十字固め           | PRIDE 武士道 -其の九- 【ウェルター級トーナメント リザーブマッチ】    | 2005年9月25日  |
| ○    | 滑川康仁                 | 1R 4:40 腕ひしぎ十字固め           | DEEP 19th IMPACT                                                     | 2005年7月8日   |
| ×    | ムリーロ・ブスタマンチ   | 2R（10分/5分）終了 判定0-3         | PRIDE 武士道 -其の六-                                                | 2005年4月3日   |
| ○    | 上山龍紀                 | 1R 2:40 TKO（グラウンドパンチ）    | DEEP 17th IMPACT 【DEEPミドル級タイトルマッチ】                      | 2004年12月18日 |
| ○    | デビッド・ベルクヘーデン | 5分3R終了 判定3-0                  | 修斗                                                                 | 2004年7月16日  |
| ×    | 岡見勇信                 | 5分2R終了 判定0-3                  | PRIDE 武士道 -其の弐-                                                | 2004年2月15日  |
| ○    | 小野瀬哲也               | 1R 0:56 KO（右フック）             | DEEP 13th IMPACT in KORAKUEN HALL                                    | 2004年1月22日  |
| ○    | 藤沼弘秀                 | 1R 3:46 アームロック               | DEEP 12th IMPACT in OHTAKU                                           | 2003年9月15日  |
| ×    | 石川英司                 | 2R 4:22 TKO（マウントパンチ）      | DEEP 9th IMPACT in KORAKUEN HALL                                     | 2003年5月5日   |
| ○    | ジョン・レンケン         | 2R 3:09 チキンウィングアームロック | 修斗                                                                 | 2003年2月23日  |
| ○    | 中西裕一                 | 5分2R終了 判定3-0                  | 修斗                                                                 | 2003年1月24日  |
| ○    | 北川純                   | 1R 3:23 TKO（カット）              | 修斗                                                                 | 2002年10月27日 |
| △    | ザ・グレート浪花         | 5分2R終了 判定0-1                  | 修斗 SHOOTO GIG EAST 10                                              | 2002年8月27日  |
| △    | マルセロ・ピッチブル     | 5分2R終了 判定1-0                  | 修斗 TREASURE HUNT 02                                                | 2002年3月13日  |
| ○    | ナサン・スカウトラン     | 1R 1:27 腕ひしぎ十字固め           | Shooto Holland: Night of the Warriors                                | 2001年11月4日  |
| ×    | 山下志功                 | 5分2R終了 判定0-3                  | 修斗 SHOOTO GIG EAST Vol.3                                           | 2001年6月14日  |
| △    | 竹内出                   | 5分2R終了 判定0-1                  | 修斗 SHOOTO GIG '99                                                  | 1999年11月4日  |
| ×    | 北川純                   | 5分2R終了 判定0-3                  | 修斗 下北沢修斗劇場 第4弾 浪速からの挑戦状                           | 1999年8月4日   |
| ×    | 佐々木有生               | 1R 2:00 ヒールホールド             | 修斗 下北沢修斗劇場 第3弾 Shooter's Passion                          | 1999年5月27日  |
| ×    | シリル・ディアバテ       | 2R 1:41 TKO                        | Golden Trophy 1999                                                   | 1999年3月20日  |
| ○    | 鶴巻伸洋                 | 1R 0:54 TKO（カット）              | 修斗 下北沢修斗劇場 第2弾 Shooter's Soul                             | 1999年1月27日  |
| △    | 竹内出                   | 5分2R終了 判定1-0                  | 修斗 Las Grandes Viajes 6                                            | 1998年11月27日 |
| ○    | 喜多将士                 | 1R 3:00 TKO（パンチ連打）          | 修斗 下北沢修斗劇場 第1弾 Shooter's Dream                            | 1998年9月18日  |
| ×    | 須田匡昇                 | 1R 4:25 腕ひしぎ十字固め           | ザ・トーナメント・オブ・J '97 【重量級トーナメント 1回戦】           | 1997年7月27日  |
| ×    | 芳岡博之                 | 1R 3:38 腕ひしぎ十字固め           | ザ・トーナメント・オブ・J '96 【2回戦】                              | 1996年3月30日  |
| ○    | 藤井克久                 | 3分2R終了 判定                     | ザ・トーナメント・オブ・J '96 【1回戦】                              | 1996年3月30日  |

## 獲得タイトル
- 第5回全日本アマチュア修斗選手権 ライトヘビー級 優勝（1998年）
- 第2代DEEPミドル級王座（2004年）

### 映像資料
1. ↑  Svetlozar Savov vs Ryuta Sakurai, ADW 2 (試合全容). UAE WarriorsのYouTubeチャンネル. 6 May 2015.